# František Brabec
František Brabec (13. listopadu 1905 Praha – 30. ledna 1992 Praha) byl český ekonom, profesor ekonomiky a řízení na Českém vysokém učení technickém v Praze. V letech 1960–1962 byl jeho rektorem.

## Život

### Mládí a vzdělání
František Brabec se narodil 13. 11. 1905 v Praze. Dětství prožil v Turnově. Jeho otec Antonín Brabec (1882–???) byl prýmkařský pomocník a padl za první světové války. Rodinu pak živila jeho matka Anna, rozená Kocínová (1884–???), která pracovala jako dělnice v brusírně. František Brabec už od dětství projevoval velké nadání. I přes obtížné materiální podmínky své rodiny začal studovat na reálce v Turnově. Jako nadanému žákovi mu v roce 1921 bylo uděleno stipendium ministerstva školství. Středoškolské studium tak měl možnost dokončit na Carnotově lyceu ve francouzském Dijonu. Na této škole studovala řada nadaných českých studentů, kteří se posléze proslavili v nejrůznějších oborech lidské činnosti. Spolužáky Františka Brabce byl např. herec Jiří Voskovec, nebo pozdější literární vědec, spisovatel, překladatel a filozof Václav Černý. Maturitu složil František Brabec v roce 1924. Vzhledem k velmi dobrým studijním výsledkům pak získal další stipendium ministerstva školství. Díky této finanční podpoře pak prošel konkursním řízením a jako tehdy jediný cizinec byl přijat na výběrovou pařížskou École polytechnique. Na této škole studoval v letech 1928 až 1930.
Po ukončení studia se vrátil do ČSR a 1. 10. 1930 nastoupil do tzv. teoretického oddělení Škodových závodů v Praze. V tomto oddělení se řešili problémy, které přesahovaly běžné možnosti škodováckých konstruktérů a projektantů. V době hospodářské krize, která se ve Škodovce projevovala nižším množstvím zakázek, ale odjel znovu do Francie. Zde v letech 1933–1934 absolvoval špičkovou vysokou elektrotechnickou školu École Supérieure d'Electricité (Supélec) v Malakoffu u Paříže.

### Rodinný život
V roce 1939 se oženil s komerční inženýrkou Markétou Kinskou. V tomto manželství se jim narodil syn a dcera. František Brabec zemřel v Praze 30. ledna 1992. 

## Dílo

### Podniková praxe
Po návratu z Francie znovu nastoupil dne 1.10.1934 do Škodových závodů v Plzni-Doudlevcích. Svoje vzdělání se zde chystal využít jako výpočtář, projektant a konstruktér točivých elektrických strojů. Měl velkou výhodu v tom, že jeho nadřízeným zde byl Jiří Lammeraner, který tehdy ve svém oboru patřil ke světovým špičkám. Na jeho popud a pod jeho vedením zpracoval František Brabec teorii a metodiku návrhu komutátorových strojů. Pak využil tuto metodiku při návrhu motoru Schrage (dle návrhu švýcarského vynálezce) pro potřeby výroby ve Škodových závodech. Tento stroj do té doby Škodovka nevyráběla, a po jeho uvedení na trh se v praxi ověřilo, že motor dosahoval vynikajících parametrů a tudíž uspěl i v mezinárodní konkurenci. V lednu 1939 mu byl na Českém vysokém učení technickém udělen titul doktora technických věd v oboru strojního a elektrotechnického inženýrství.
Jeho další kariéra se postupně přesouvala z oblasti teorie, konstrukce a projektování elektrotechnických zařízení do oblasti řízení výroby. V Elektrotechnická továrně v Plzni-Doudlevcích se po roce 1945 stal vedoucím výroby, v březnu 1948 podnikovým ředitelem a v listopadu 1950 se stal generálním ředitelem podniku. Podnik, který do té doby měl vysoké mezinárodní renomé, byl nucen v důsledku tehdejších politických změn omezovat kontakty s mezinárodním trhem. František Brabec měl ale zásluhu na tom, že ani v této době neodcházeli z podniku odborníci, kteří zde vyrostli. Vedle ředitelské funkce byl v roce 1953 pověřen také výkonem funkce vedoucího Hlavní správy ministerstva těžkého strojírenství.

### Pedagogická a akademická činnost
Rozhodnutím vlády byl František Brabec k 1. 4. 1954 odvolán z funkce generálního ředitele. Po krátké době pak nastoupil dne 3. 9. 1954 na Fakultu strojní ČVUT jako vedoucí nově vznikající Katedry ekonomiky a řízení. František Brabec byl pověřen zavedením nového studijního oboru „Ekonomika a organizace strojírenské výroby“.
V roce 1955 byl jmenován profesorem pro obor organizace ekonomiky. V roce 1961 dosáhl vědeckého titulu DrSc. (byl jmenován doktorem ekonomických věd, jako první v ČSSR). Současně mu udělila čestný doktorát i Technische Universität Dresden. Na Českém vysokém učení technickém zastával různé akademické funkce. V letech 1955 až 1960 byl prorektorem a následně v letech 1960 až 1962 byl rektorem ČVUT. V letech 1964 až 1966 zastával funkci děkana Fakulty strojní ČVUT.
V době, kdy František Brabec řídil katedru Ekonomiky a řízení strojírenské výroby, pracovala na této katedře řada vynikajících odborníků z oblasti teorie i pracovníků s vlastními zkušenostmi z řídící praxe. Velká většina absolventů této katedry našla velmi dobré praktické uplatnění v oblasti řízení v podnikové sféře, i na nejrůznějších místech řídících struktur státu.

### Odborná a vědecká činnost
František Brabec byl aktivní i mimo akademickou obec, i když jeho činnost se do značné míry stále prolínala s jeho pedagogickou prací. V letech 1962 až 1964 pracoval jako náměstek předsedy Státní komise pro techniku. V šedesátých letech dvacátého století se postupně etabloval obor „vědecký management“, a František Brabec patřil mezi jeho zakladatele. V závěru  své pedagogické kariéry na ČVUT přešel k 1.1.1973 jako vedoucí pracovník do Výzkumného ústavu plánování a řízení národního hospodářství, kde se věnoval otázkám efektivnosti a intenzifikace československého průmyslu (na katedře Ekonomiky a řízení si v té době ponechává třetinový úvazek). V tomto ústavu pak pracoval až do roku 1988, do svých 83 let.
V letech 1949 až 1952 byl předsedou Československé normalizační společnosti. V letech 1955 až 1963 byl předsedou Československé vědecko technické společnosti (ČVTS). Byl dlouholetým členem CIGRE (Conférence Internationale des Grands Réseaux Electriques – Mezinárodní konference pro velké elektrické sítě). Byl předsedou Československého komitétu pro vědecké řízení a členem několika dalších vládních a rezortních komisí pro strojírenství. Řadu let předsedal hodnotící komisi pro výběr ocenění v rámci brněnského Mezinárodního strojírenského veletrhu.

### Publikační činnost
František Brabec je autorem více než 150 vědeckých statí. Publikoval v našich i zahraničních odborných časopisech. Je autorem sedmi patentů z oboru elektrotechniky a strojírenství. Vynikajícím studentským diplomovým pracím z oboru řízení a ekonomiky podniku je dodnes udělována Cena Františka Brabce.

## Ocenění
V roce 1961 se stal nositelem Řádu práce. Obdržel také řadu dalších ocenění – v roce 1970 zlatá Felberova cena, v roce 1986 Medaile ČVUT prvního stupně, dvakrát získal Sumcovu cenu za propagaci české elektrotechniky  v zahraničí, ale získal i několik dalších ocenění.